# Rafael van Grieken Salvador
Rafael van Grieken Salvador   (Maracaibo, 22 de setembre de 1960) és un polític i catedràtic d'Enginyeria Química veneçolà, vinculat a la Universitat Rei Juan Carlos (URJC), conseller del Govern de la Comunitat de Madrid durant la presidència de Cristina Cifuentes i d'Ángel Garrido.

## Biografia
Va néixer a la ciutat veneçolana de Maracaibo, a l'Estat Zulia, en 1960. Es va doctorar a la Universitat Complutense de Madrid (UCM).
En 2002 es va convertir en catedràtic d'Enginyeria Química de la Universitat Rei Juan Carlos (URJC). Vinculat a Pedro González-Trevijano, van Grieken va ser vicerector de la URJC durant el període entre 2003 i 2013 comprès en el mandat d'aquest com a rector de la universitat.
Va estar al capdavant de l'Agència Nacional d'Avaluació de la Qualitat i Acreditació (ANECA) entre 2012 i 2015.
El 2015, amb l'arribada a la Presidència de la Comunitat de Madrid de Cristina Cifuentes, va ser nomenat nou Conseller d'Educació, Joventut i Esport de l'Executiu autonòmic, prenent possessió el 27 de juny a la Real Casa de Correus. Amb la remodelació de conselleries del govern regional escomesa el setembre de 2017, van Grieken va cessar en el càrrec per passar a exercir el de conseller d'Educació i Recerca.
El 21 de maig de 2018, després de la presa de possessió d'Ángel Garrido com a nou president de la Comunitat de Madrid, es va anunciar la seva continuïtat en el càrrec de conseller d'Educació i Recerca.
El 8 de juny de 2018 va ser reprovat pel ple de l'Assemblea de Madrid a causa de la seva actuació com a conseller durant el cas del màster de Cristina Cifuentes.